# Hrvatska bowling liga 2002./03.
Hrvatsku bowling ligu za sezonu 2002./03. je osvojio klub "Purger - Zagreb".

## Ljestvica
| mj | klub                         | ut | pob | ner | por | bod |
| -- | ---------------------------- | -- | --- | --- | --- | --- |
| 1. | Purger - Zagreb              | 12 | 9   | 2   | 1   | 125 |
| 2. | Grmoščica Zagreb             | 12 | 10  | 1   | 1   | 105 |
| 3. | Kustošija Zagreb             | 12 | 6   | 2   | 4   | 91  |
| 4. | Importanne Zagreb            | 12 | 5   | 2   | 5   | 91  |
| 5. | Obrtnik Zagreb               | 12 | 3   | 1   | 8   | 65  |
| 6. | Ericsson Nikola Tesla Zagreb | 12 | 3   | 1   | 8   | 63  |
| 7. | Elka Zagreb                  | 12 | 1   | 1   | 10  | 52  |

## Unutrašnje poveznice
- Hrvatska kuglačka liga za muškarce 2002./03.
- Hrvatska kuglačka liga za žene 2002./03.

## Vanjske poveznice
- kuglanje.hr, bowling natjecanja  Arhivirana inačica izvorne stranice od 27. svibnja 2019. (Wayback Machine)
- bowling-hrvatska - Hrvatska bowling sekcija  Arhivirana inačica izvorne stranice od 8. lipnja 2019. (Wayback Machine)
- bowling.hr  Arhivirana inačica izvorne stranice od 8. lipnja 2019. (Wayback Machine)